# أحمد نثار
أحمد نثار (مواليد 7 ديسمبر 1958) هو ملاكم أفغانستاني، مثّل بلاده في الألعاب الأولمبية الصيفية 1980.

## وصلات خارجية
أحمد نثار على موقع أوليمبيديا (الإنجليزية)